# Chetogena indivisa
Chetogena indivisa är en tvåvingeart som först beskrevs av Aldrich och Herbert John Webber 1924.  Chetogena indivisa ingår i släktet Chetogena och familjen parasitflugor.
Artens utbredningsområde är Texas. Inga underarter finns listade i Catalogue of Life.